# Buyeo FC
Buyeo FC war ein Fußballfranchise aus Buyeo in Südkorea. Der Verein spielte zuletzt in der K3 League Basic, der fünfthöchsten Spielklasse Südkoreas.

## Geschichte

### Erste Saison (2016)
Gegründet wurde der Verein 2015. Da die K3-League-Saison schon lief, trat der Verein erst 2016 der K3 League bei und spielte dort mit. Als Trainer wurde Kang Jeong-hun verpflichtet. Sportlich lief es in der ersten Saison des Vereins nicht gut. Der Verein wurde nur 16. und musste in die neugegründete K3 League Basic absteigen. Im Pokal spielten sie in der 1. Runde gegen das Amateurteam von Samsung Electronics und gewannen dort mit 6:3. In der 2. Runde mussten sie sich allerdings gegen U-League-Mitglied Universität Incheon mit 0:1 geschlagen geben.

### Fünftklassigkeit (2017–2018)
Für die neue Saison wurde Yun Seok-ki verpflichtet vom Verein als Nachfolgetrainer. In der neuen Saison erspielte sich der Verein den 4. Platz und qualifizierte sich somit für die Play-off-Spiele. In den Play-off-Spielen trafen sie auf Pyeongtaek Citizen FC. Das Spiel ging mit 0:3 verloren. Im Pokal schied der Verein in der 1. Runde gegen Gwangju Honam University mit 0:1 aus. In der Spielzeit 2018 konnte der Verein nicht erneut an der Vorsaison-Leistung anknüpfen. Sie beendeten die Spielzeit auf einen enttäuschenden 7. Platz. Im Pokal lief es dafür aber besser. In der 1. Runde des Pokals trafen sie auf die Amateurmannschaft von SL Lighting, welche man mit 5:1 bezwingen konnte. In der darauffolgenden Runde trafen sie auf den Ligakonkurrenten Paju Citizen FC. Das Spiel ging allerdings mit 0:3 verloren. Nach Ende der Saison 2018 kündigte der Verein an, keine Mannschaft für die Spielzeit 2019 aufstellen zu wollen und verließ die K3 League. Kurz darauf löste sich der Verein auf.

### Historie-Übersicht
| Saison | Liga            | Kl. | Vereine | Spiele | Pl. | S | U | N  | Tore  | Pkt. | KFA Cup       | K3-League-Play-off | Trainer        |
| 2016   | K3 League       | 4   | 20      | 19     | 16. | 3 | 5 | 11 | 18:32 | 14   | 2. Hauptrunde | -                  | Kang Jeong-hun |
| 2017   | K3 League Basic | 5   | 9       | 16     | 4.  | 8 | 3 | 5  | 23:18 | 27   | 1. Hauptrunde | Halbfinale         | Yun Seok-ki    |
| 2018   | K3 League Basic | 5   | 11      | 20     | 7.  | 7 | 4 | 9  | 47:39 | 25   | 2. Hauptrunde | Nicht Qualifiziert | Yun Seok-ki    |

| Legende                | Legende | Legende | Legende | Legende | Legende | Legende | Legende | Legende |
| ---------------------- | ------- | ------- | ------- | ------- | ------- | ------- | ------- | ------- |
| Abstieg zum Saisonende |         |         |         |         |         |         |         |         |

## Stadion
| Stadion | Name          | Eigentümer            | Eröffnung | Nutzungszeitraum | Nutzungszeitraum |
| Stadion | Name          | Eigentümer            | Eröffnung | Von              | Bis              |
| ------- | ------------- | --------------------- | --------- | ---------------- | ---------------- |
|         | Buyeo-Stadion | Stadtverwaltung Buyeo | unbekannt | 2015             | 2018             |